# Cratera de Charlevoix

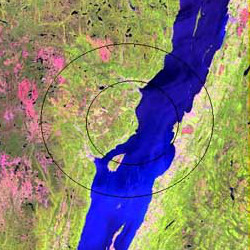
Imagem de satélite da Cratera de Charlevoix.

A Cratera de Charlevoix é uma grande cratera erodida por um meteorito em Charlevoix na região Quebec, no Canadá.